# Inscriptions étrusques de l'Achensee
 (juillet 2023).
Si vous disposez d'ouvrages ou d'articles de référence ou si vous connaissez des sites web de qualité traitant du thème abordé ici, merci de compléter l'article en donnant les références utiles à sa vérifiabilité et en les liant à la section « Notes et références ».
Les inscriptions étrusques de l'Achensee, dans le Tyrol autrichien, ont été découvertes en 1957 dans une grotte, à 1 400 m d'altitude, sur le territoire de la commune de Steinberg am Rofan, loin du berceau toscan de la civilisation étrusque. Selon les érudits, elles ont été réalisées vers 400 av. J.-C. par les Étrusques. Elles ont été classées « patrimoine européen », mais leur signification n'est déchiffrée.